# Burias
Pour l'archiviste, voir Jean Burias.
Burias est l’une des trois îles majeures formant la province de Masbate aux Philippines. Elle se situe en mer de Sibuyan, un espace maritime intérieur de la mer des Philippines.
Elle fait 417 km2 et est subdivisée en 2 municipalités :
- Clarevia,
- San Jacinto.